# Anelytra adjacens
Anelytra adjacens är en insektsart som beskrevs av Andrej Vasiljevitj Gorochov 1994. Anelytra adjacens ingår i släktet Anelytra och familjen vårtbitare.

## Underarter
Arten delas in i följande underarter:
- A. a. adjacens
- A. a. soror